# Istrski ovčji sir
Istrski ovčji sir je trdi polnomastni ovčji sir z zaščitenim geografskim poreklom, primeren za ribanje in rezanje. 

## Značilnosti
Istrski ovčji sir izdelujejo iz surovega ali pasteriziranega ovčjega mleka. Testo je slamnato do zlatorumene barve, lahko so prisotna enakomerno razporejena nepravilna očesca v velikosti do 4 mm. Sir je aromatičen, polnega okusa, nudi občutek hranljivosti (zasičenosti). Okus je slan in pikanten, značilen za klasično zorjeni ovčji sir, vendar z izraženo noto po ovci, sveži travi in začimbnih rastlinah. Zelo zreli siri se med uživanjem topijo v ustih. Lastnosti sira, ki se nanašajo na barvo, teksturo, presek, okus in vonj, se lahko spreminjajo v skladu s spremembami, ki jih povzroči zorenje sira. 
Premer hlebca, visokega 6 do 9 cm, je 16 do 22 cm. Teža, z ozirom na velikost, variira med 1,8 in 4,5 kg. Skorja sira je gladka, limonovo rumene do temno rumene enakomerne barve. Lahko je zaščitena z brezbarvnim premazom za sir. Čvrsta obodna stran je rahlo izbočena, robovi so zaobljeni. Tekstura je slabo elastična, vendar lahko rezljiva. 
Zaradi posebne klime in rastlinja v Istri, kot tudi posebnih postopkov izdelave in zorenja, je istrski ovčji sir prepoznaven tako po okusu kot po teksturi.

## Zgodovina
Za Istro je značilno submediteransko podnebje, pomemben vpliv imata tudi bližina morja in občasna močna burja. Ovčarstvo ima na širšem območju Istre večstoletno tradicijo. Poleg posameznih kmetij, kjer so redili nekje od 5 do 15 ovac (večinoma pasme istrska pramenka), so bili za Istro nekoč značilni tudi nomadski pastirji Vlahi (Čiči) in drugi, ki so svoje črede na zimsko pašo vodili v Istro. Trgovske poti sirov iz notranjosti Istre so vodile predvsem v obalna mesta Pulj, Rovinj, Novigrad, Umag, v Trst, Koper, Piran in na Reko.

## Proizvodnja
Istrski ovčji sir izdelujejo na posameznih kmetijah, zorijo ga najmanj 60 dni, lahko pa tudi več. Ovce tam vzrejajo polekstenzivno, pasejo pa jih na pašnikih z značilno sestavo sredozemskih rastlin. Zaradi majhnih količin in njegove velike priljubljenosti pri sosedih Italijanih je istrski sir na voljo skoraj izključno na kmetijah pri proizvajalcih in občasno na različnih lokalnih prireditvah.

### Zemljepisno območje proizvodnje
Poleg Slovenske Istre in Istrske županije območje proizvodnje zajema tudi otoke: Cres, Lošinj, V. Čutin, Trstenik, V. Orijule, M. Orijule, Sveti Petar, Ilovik, Susak, Koludarac, V. Srakane, M. Srakane, Unije, Zeča, Veruda, Veliki Brion, Mali Brion in Krasnica (Vanga).

### Zaščita označbe porekla
Originalni istrski ovčji sir je od leta 2022 označen tudi s pripadajočim znakom Evropske unije za živilo z zaščiteno označbo porekla.